# John Hathorn

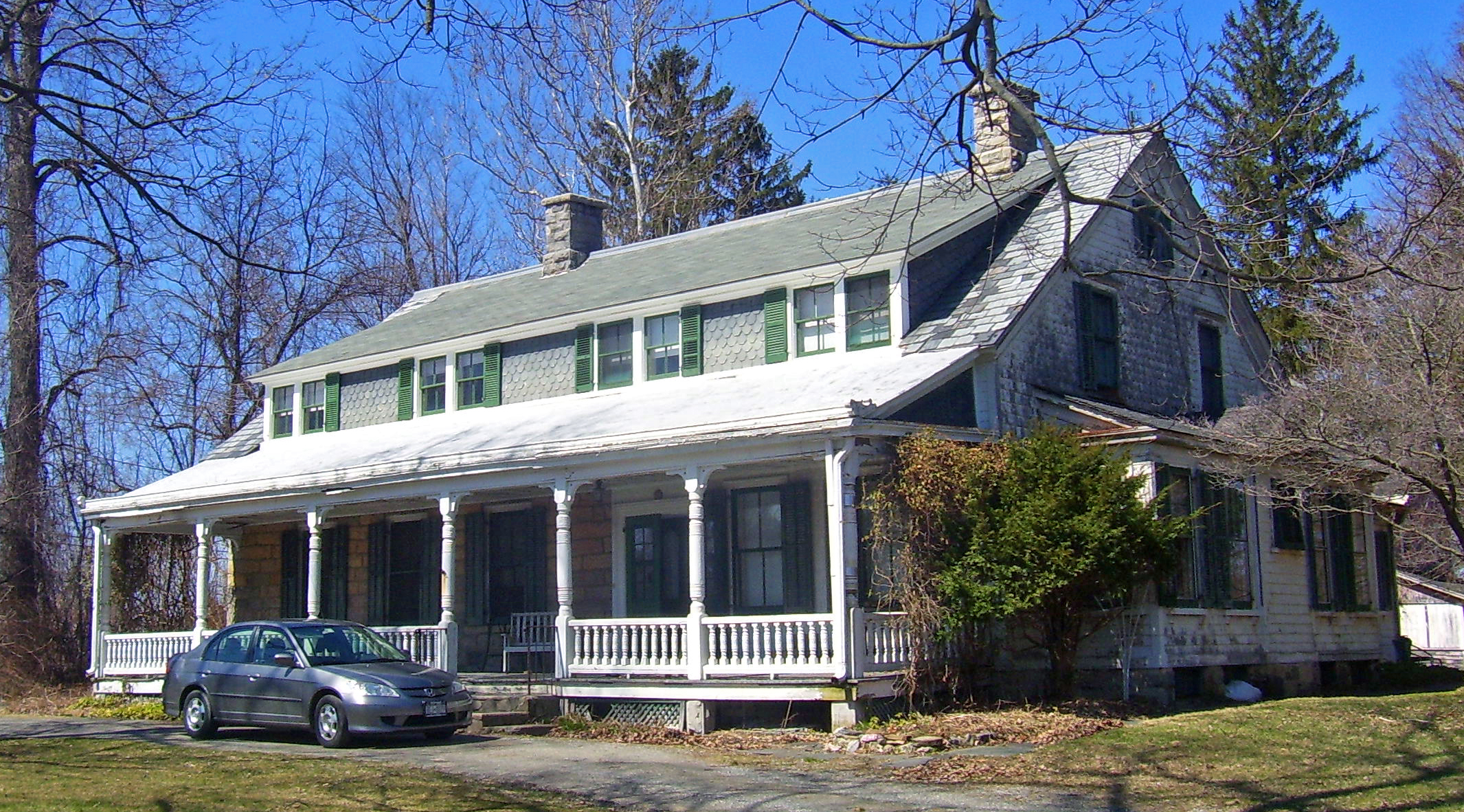
Haus von John Hathorn in Warwick (seit 2001 auf der Liste von National Register of Historic Places)

John Hathorn (* 9. Januar 1749 in Wilmington, Kolonie Delaware; † 19. Februar 1825 in Warwick, New York) war ein US-amerikanischer Politiker. Er vertrat zwischen 1789 und 1791 sowie zwischen 1795 und 1797 den Bundesstaat New York im US-Repräsentantenhaus.

## Werdegang
John Hathorn wuchs während der britischen Kolonialzeit auf und genoss eine gute Schulbildung. Er war als Landvermesser (surveyor) und Lehrer tätig. Hathorn zog nach Warwick (New York). Er war in der revolutionären Bewegung aktiv. Als Captain diente er in der kolonialen Miliz. Am 7. Februar 1776 wurde er Colonel im vierten Orange County Regiment. Er bekleidete diesen Dienstgrad den ganzen restlichen Unabhängigkeitskrieg hindurch. Nach dem Ende des Krieges wurde er am 26. September 1786 zum Brigadegeneral befördert und am 8. Oktober 1793 zum Generalmajor der Nationalgarde von New York.
Hathorn verfolgte auch eine politische Laufbahn. Er saß in den Jahren 1778, 1780, zwischen 1782 und 1785, 1795 und 1805 in der New York State Assembly. Während dieser Zeit hielt er in den Jahren 1783 und 1784 den Posten des Speakers. Zwischen 1786 und 1790 sowie zwischen 1799 und 1803 saß er im Senat von New York. Er war in den Jahren 1787 und 1789 Mitglied im Council of Appointment. Im Dezember 1788 wählte man ihn in den Kontinentalkongress, allerdings nahm er an keiner Sitzung teil. Politisch war er ein Gegner der damaligen Bundesregierung unter Präsident George Washington (Anti-Administration-Fraktion). Bei den Kongresswahlen des Jahres 1789 wurde Hathorn im vierten Wahlbezirk von New York in das damals noch in New York City tagende US-Repräsentantenhaus gewählt, wo er am 4. März 1789 als erster Abgeordneter dieses Distrikts seinen Dienst antrat. Im Jahr 1790 erlitt er bei seiner Wiederwahlkandidatur eine Niederlage und schied nach dem 3. März 1791 aus dem Kongress aus. Seine Kandidatur für den 3. Kongress war auch erfolglos. Als Gegner einer zu starken Zentralregierung schloss er sich in jener Zeit der von Thomas Jefferson gegründeten Demokratisch-Republikanischen Partei an. Er wurde im Jahr 1794 in das US-Repräsentantenhaus wiedergewählt und trat am 4. März 1795 die Nachfolge von Peter Van Gaasbeck an. Nach einer erfolglosen Kandidatur im Jahr 1796 schied er nach dem 3. März 1797 aus dem Kongress aus.
Danach ging er kaufmännischen Geschäften nach. Er verstarb am 19. Februar 1825 in Warwick und wurde dann auf dem Familienanwesen beigesetzt. Sein Leichnam wurde allerdings später auf den Warwick Cemetery umgebettet.

## Ehrungen
Der US Liberty-Frachter SS John Hathorn wurde nach ihm zu Ehren benannt.